# Dodecaedro truncado triaumentado
Em geometria, o dodecaedro truncado triaumentado é um dos sólidos de Johnson (J71). Como o nome sugere, é criado ao acoplar-se três cúpulas pentagonais (J5) em três faces decagonais não adjacentes de um dodecaedro truncado.
De todos os 92 sólidos de Johnson, tem o maior volume em proporção ao cubo de tamanho de lado.